# G-Rex
G-rex Gaming（簡稱︰G-rex)，是一支台港澳地區知名的電子競技戰隊，於2016年9月創立，隸屬英皇娛樂子公司「英皇電競」旗下的電競職業隊伍，前身為Raise Gaming（RG），參與《英雄聯盟》及《絕地求生》等電競項目。目前因英皇電競業務重整因素，退出PCS職業聯賽，英雄聯盟隊伍所有選手由Machi E-Sports接收。

## 簡介
英皇娛樂集團旗下電子競技職業隊伍。由前Raise Gaming（RG）隊員組成，創下台港澳英雄聯盟頂級聯賽開季五連勝由早期純遊戲比賽，發展至近年競技層面，參與過LMS職業聯賽及英雄聯盟2018賽季世界大賽。

## 英雄聯盟(League of Legends)

### 戰隊成員
| 遊戲暱稱 | 真實姓名 | 遊戲定位 | 國家/地區 | 生日           |
| PK       | 謝宇庭   | 上路     | 臺灣      | 1995年11月18日 |
| Gemini   | 黃楚軒   | 打野     | 臺灣      |                |
| Bruce    | 邱致鈞   | 下路     | 臺灣      |                |
| Mission  | 陳孝銜   | 中路     | 臺灣      |                |
| Koala    | 林志強   | 輔助     | 臺灣      |                |

### 非選手成員
| 遊戲暱稱 | 真實姓名 | 備註   | 國家/地區 |
| Mountain | 薛兆鴻   | 總教練 | 臺灣      |
| Leo      | 舒冠智   | 教練   | 臺灣      |
| Empt2y   | 梁子皞   | 教練   | 香港      |
|          | 陳建宏   | 分析師 | 臺灣      |

### 過往成員
| 遊戲暱稱 | 真實姓名 | 位置 | 國家/地區 | 備註        |
| Wuji     | 楊家宇   | 中路 | 臺灣      | 退役        |
| Yoon     | 김병윤   | 輔助 |           |             |
| Candy    | 김승주   | 中路 |           |             |
| Epic     | 胡晋軒   | 打野 | 香港      |             |
| Raise    | 오지환   | 打野 |           |             |
| Baybay   | 王佑軍   | 打野 | 臺灣      | 現為GRI隊員 |
| Koala    | 林志強   | 輔助 | 臺灣      |             |
| Stitch   | 이승주   | 下路 |           | 現為JAG成員 |
| Laba     | 黃振揚   | 打野 | 臺灣      |             |
| Lilv     | 陳縉翰   | 下路 | 臺灣      | 現為JT隊員  |
| Dream    | 葉仲耀   | 打野 | 臺灣      |             |
| Shui     | 陳韋勳   | 下路 | 臺灣      |             |
| Fish     | 楊于聖   | 中路 | 臺灣      | 現為GRI隊員 |
| Wei      | 傅千威   | 教練 | 臺灣      |             |
| Jay      | 李杰     | 教練 | 臺灣      |             |
| Domo     | 龔育德   | 教練 | 臺灣      |             |
| Toyz     | 劉偉健   | 總監 | 香港      |             |

### 大事记
- 2016年9月22日：Raise Gaming正式舉行成軍記者會，宣佈進軍台灣電競圈，由Toyz及戰隊負責人Leo做出說明[2]。
- 2017年4月20日：Raise Gaming參加2017年LMS夏季升降賽以BO5的賽制取得3:0的戰績擊敗Team Yetti取得2017年LMS夏季資格。
- 2017年8月20日：Raise Gaming參加2017年LMS季後賽，挑戰夏季總冠軍，以1:3的戰績輸給Ahq e-Sports Club無緣挑戰夏季總冠軍。
- 2017年8月27日：Raise Gaming參加2017年LMS區域選拔賽爭奪第三種子將取得英雄聯盟2017賽季全球總決賽，以3:2的成績擊敗Machi E-Sports成功晉級。
- 2017年8月28日：Raise Gaming與Hong Kong Attitude爭奪第三種子，爭奪英雄聯盟2017賽季全球總決賽門票Hong Kong Attitude以3:0的成績擊敗Raise Gaming,無緣挑戰世界賽之路。
- 2017年9月15日：Raise Gaming向LMS聯盟委員會提出的經營權轉移申請已審核通過，將2018年LMS春季賽之出賽資格與經營權，由所屬的銳思娛樂有限公司，全數轉移給香港英皇娛樂集團旗下之英皇電競。[3]
- 2017年11月23日：G-Rex教練Domo離隊，加盟Ahq e-Sports Club戰隊。
- 2017年11月29日：前Samsung Galaxy (電競隊伍)，AD選手Stitch，加盟G-Rex戰隊。
- 2017年11月30日：前CJ Entus，MID選手Candy，加盟G-Rex戰隊。
- 2017年12月1日：前華義SPIDER，JG選手Empt2y，加盟G-Rex戰隊。
- 2018年4月1日：LMS春季賽結束，以12勝2敗的戰績，穩坐LMS第二名位置，前進季後挑戰賽。
- 2018年4月15日：LMS春季季後賽，以3:0戰績擊敗MAD Team戰隊，前往澳門與閃電狼挑戰春季總冠軍與2018年MSI季中邀請賽門票。
- 2018年4月20日：LMS春季季後賽冠軍戰，G-Rex以0:3戰績輸給閃電狼，無緣LMS春季總冠軍與2018年MSI季中邀請賽資格。
- 2018年6月6日：總教練Toyz宣布退下主教練一職，轉監督一職。
- 2018年8月17日：LMS夏季賽結束，以6勝8敗戰績，與J Team並列第四名位置。
- 2018年8月18日：因與J Team並列第四名位置，加賽一場BO1決定季後賽資格，不料輸給J Team，失去季後挑戰賽資格。
- 2018年9月20日：LMS區域資格賽，與Hong Kong Attitude爭奪英雄聯盟2018賽季世界大賽資格，以3:1成績擊敗Hong Kong Attitude。
- 2018年9月22日，LMS區域資格賽，與J Team爭奪最後門票，以3:0的成績橫掃J Team，成功取得英雄聯盟2018賽季世界大賽大賽資格。[4]
- 2018年10月17日：G-Rex在英雄聯盟2018賽季世界大賽與Fnatic 、100 Thieves與Invictus Gaming 分在D組，最後以0勝6敗止步16強 。[5]

## 絕地求生(PlayerUnknown's Battlegrounds)

### 選手
| ID       | 位置 | 備註 |
| GODLIKE3 | 前鋒 |      |
| BLACKWAI | 指揮 |      |
| SIUFATBB | 後衞 |      |
| NEO      | 探點 |      |

## 外部連結
- 英皇電競官方網站（页面存档备份，存于）
- G-Rex臉書粉絲團頁面（页面存档备份，存于）